# Legio I Iulia Alpina
Legio I Iulia Alpina (I Юлійсько-альпійський легіон) — римський легіон часів пізньої імперії. Створено в Юлійських Альпах, звідси походить його назва.

## Історія
Після сходження на трон за наказом імператора Константа з допоміжних загонів псевдокомітатів було утворено новий легіон — Legio I Iulia Alpina (разом з Legio II Iulia Alpina, Legio III Iulia Alpina).
Розташовувався у провінції Котські Альпи, де охороняв підходи до Італії. Тривалий час залишався на місці свого таборування, не втручаючись у боротьбу Константа з Магненцієм. Під час боротьби Магненція з імператором Констанцієм II, перейшов на бік останнього.
З початку 400-х років розташовувався у північній Італії, перебуваючи в підпорядкуванні magister peditum Західної Римської імперії. Припинив своє існування під час вторгнення вестготів на чолі із Аларіхом I, або дещо пізніше.